# Macrocera alacra
Macrocera alacra är en tvåvingeart som beskrevs av Coher 1988. Macrocera alacra ingår i släktet Macrocera och familjen platthornsmyggor. Inga underarter finns listade i Catalogue of Life.